# تپه ایلانلی گوزه
تپه ایلانلی گوزه مربوط به هزاره اول قبل از میلاد است و در شهرستان مراغه، بخش سراجو، دهستان سراجوی شرقی، ۱/۷ کیلومتری روستای بیانلوجه واقع شده و این اثر در تاریخ ۱۸ اسفند ۱۳۸۷ با شمارهٔ ثبت ۲۵۲۰۷ به‌عنوان یکی از آثار ملی ایران به ثبت رسیده است.